# Albin-Skoda-Ring
Der Albin-Skoda-Ring wurde 1973 anlässlich des 10. Todestages des Wiener Schauspielers Albin Skoda (1909–1961) von seiner Witwe Margarethe Skoda gestiftet und wird auf Vorschlag einer unabhängigen Jury „einem besonders hervorragenden Sprecher unter den lebenden Schauspielern des deutschen Sprachgebietes“ verliehen. Zwischen 1993 und 2000 erfolgte keine Preisvergabe. 2001 wurde festgelegt, dass der Ring alle zehn Jahre neu zu verleihen ist.

## Preisträger
- 1973 Will Quadflieg
- 1977 Paul Hoffmann
- 1983 Ernst Meister
- 1988 Franz Morak
- 2001 Peter Matić
- 2011 Sven-Eric Bechtolf
- 2021 Regina Fritsch (Wiener Burgtheater)[2]

## Belege
1. ↑  Albin-Skoda-Ring für Sven-Eric Bechtolf - oesterreich.ORF.at. Abgerufen am 21. Mai 2024.
2. ↑  Regina Fritsch erste weibliche Preisträgerin des Albin-Skoda-Rings, nachtkritik.de, erschienen und abgerufen am 11. November 2021